# Mega-Tech

Schermata di Altered Beast su Mega-Tech emulato con MAME. In basso è mostrato il secondo schermo, emulato in modo approssimativo; nella vera macchina si trova in alto ed è più piccolo.

Il Mega-Tech, nome completo Sega Mega-Tech System, è una macchina arcade multigioco prodotta dalla Sega nel 1989. Si basa internamente sull'hardware della preesistente console Sega Mega Drive e permette di scegliere tra fino a 8 giochi per Mega Drive, o a volte anche per Sega Master System, che restano sostanzialmente identici a quelli per la console domestica, tranne per il fatto che si giocano a pagamento, ricevendo una certa quantità di tempo di gioco per ogni gettone. I giochi disponibili sono intercambiabili e dipendono da quali cartucce sono installate all'interno del cabinato dal gestore; servono cartucce appositamente prodotte per il Mega-Tech, che non sono le stesse della console.
Il Mega-Tech era rivolto al mercato occidentale; negli Stati Uniti venne prodotto in licenza dalla Belam. La sua versione giapponese è chiamata Mega-6.
La concorrente Nintendo aveva già prodotto un sistema concettualmente simile, il PlayChoice-10, e la Sega sfruttò le maggiori capacità del Mega Drive per seguire la stessa strada, con buoni risultati.

## Caratteristiche
Il Mega-Tech standard è un cabinato verticale di dimensioni 53 x 76 x 176 cm e peso 113 kg. Supporta due giocatori in simultanea, ciascuno con un joystick a 8 direzioni e 3 pulsanti di gioco oltre a quelli di selezione. È dotato di un secondo schermo più piccolo, posizionato in alto, usato per mostrare una lista dei giochi disponibili, le istruzioni di controllo del gioco selezionato, informazioni sul numero di giocatori e sulle generalità del gioco, e il tempo rimasto a disposizione.
Il giocatore può scegliere il gioco dallo schermo del menù, e cambiarlo anche a partita iniziata. Si ottiene tempo di gioco fisso per ogni gettone inserito, indipendentemente dalla propria abilità. La durata dipende dalle impostazioni della macchina (DIP switch), di default è 3 minuti per credito. Allo scadere del tempo si può continuare con altri crediti.
Come la console Sega Mega Drive dalla quale deriva, la scheda elettronica del Mega-Tech si basa sul processore principale Motorola 68000 a 7,6704 MHz e sullo Zilog Z80 a 3,5795 MHz, usato per l'audio e per la retrocompatibilità col Master System, ma ha anche un secondo Z80 a 3,5795 MHz specifico.
Entrambi gli schermi sono raster orizzontali, la risoluzione è 320×224 per quello principale e 256×224 per quello dei menù, entrambe a 60 Hz.
Il cabinato è dotato di due altoparlanti stereo, dato che il Mega Drive nativamente supporta la stereofonia.
Sulla scheda elettronica interna, il gestore della macchina può inserire fino a otto apposite cartucce, contenenti ciascuna un videogioco che diventa selezionabile dai giocatori. Col tempo vennero commercializzate una cinquantina di diverse cartucce per Mega-Tech, installabili in qualsiasi combinazione. Le cartucce contengono del proprio BIOS aggiuntivo e non sono compatibili con il Mega Drive o il Master System domestici, né viceversa. Esiste almeno un adattatore hardware, probabilmente non ufficiale, per poter utilizzare una generica cartuccia Mega Drive sul Mega-Tech.
Ai tempi del lancio del Mega-Tech, il Mega Drive era una console nuova e potente a 16 bit, e poteva rendere una qualità grafica e sonora paragonabile a quella dei tipici videogiochi arcade, a differenza del PlayChoice-10 di tre anni prima, che era basato su una console a 8 bit con capacità inferiori agli arcade dedicati dell'epoca.
Gli stessi giochi potevano ormai essere sviluppati insieme per la console e per le macchine arcade.
Il Mega-Tech poteva anche avere un effetto pubblicitario e spingere gli utenti a comprarsi il Mega Drive, o a comprare nuovi giochi se già lo possedevano, invogliati dai giochi che avevano la possibilità di provare con limite di tempo. In Francia fu perfino commercializzato prima il Mega-Tech che il Mega Drive stesso.
La convenienza poteva esserci anche per i gestori. L'hardware del Mega-Tech era abbastanza semplice ed economico. Anche le cartucce erano economiche: ad esempio nel Regno Unito nel 1990 costavano circa £30, contro le centinaia di sterline che costava una scheda arcade dedicata a un singolo gioco. Il cabinato poteva essere tenuto aggiornato e vario semplicemente inserendo nuove cartucce. Si prevedeva di rifarsi della spesa iniziale in pochi mesi.

## Videogiochi
Elenco probabilmente esaustivo dei giochi pubblicati per Mega-Tech. Dove indicato "SMS" sono giochi in versione Master System anziché Mega Drive. Dove indicato "?" sono giochi non ancora preservati in MAME, elencati dal sito System16.com, ma di esistenza come cartucce Mega-Tech non accertata (potrebbero includere giochi che furono solo annunciati nei volantini).
- After Burner (SMS)
- After Burner II (?)
- Aleste 2 (?)
- Alex Kidd in the Enchanted Castle (?)
- Alien Storm
- Alien Syndrome (SMS)
- Altered Beast
- Arnold Palmer Tournament Golf
- Arrow Flash
- Astro Warrior (SMS)
- Black Belt (SMS) (?)
- Bonanza Bros.
- California Games
- Columns
- Crack Down
- Cyber Police ESWAT
- Enduro Racer (?)
- Fantasy Zone (SMS)
- Fantasy Zone 2 (?)
- Fire Shark
- Forgotten Worlds
- Ghouls 'n Ghosts
- Golden Axe
- Golden Axe II
- Great Football (SMS)
- Great Golf (SMS)
- Great Soccer (SMS)
- Joe Montana II: Sports Talk Football
- Kid Chameleon
- Kujaku O (SMS) (?)
- Last Battle
- Mario Lemieux Hockey
- Moonwalker (SMS)
- Mystic Defender
- Out Run (SMS)
- Parlour Games (SMS)
- The Revenge of Shinobi
- Shadow Dancer
- Shinobi (SMS)
- Sonic the Hedgehog
- Sonic the Hedgehog 2
- Space Harrier II
- Spider-Man vs. The Kingpin
- Streets of Rage
- Super Hang-On
- Super Monaco GP
- Super Real Basketball
- Super Thunder Blade
- Tetris
- Thunder Force II
- Tommy Lasorda Baseball (Super League in Giappone)
- Turbo Out Run
- Walter Payton Football (?)
- World Championship Soccer o World Cup Soccer
- World Masters (?)[11]
- Wrestle War

I primi titoli disponibili furono Super Thunder Blade, Altered Beast, Space Harrier II, Out Run, Shinobi, After Burner, Great Golf e Alien Syndrome.
Al 2024 l'emulazione di tutti i giochi Mega-Tech su MAME è considerata difettosa perché la riproduzione del sistema del menù è imperfetta.

## Successori
Il successore del Mega-Tech fu il meno noto Mega Play, lanciato nel 1993. Installabile nello stesso cabinato del Mega-Tech, è però limitato a 4 cartucce non compatibili con quelle Mega-Tech, segue lo standard JAMMA, permette di giocare fino al normale game over anziché a tempo, non usa il secondo schermo per i menù ma solo come copia del primo, ed ebbe a disposizione una selezione di giochi per Mega Drive (nessuno per Master System) molto meno numerosa del Mega-Tech. Elenco probabilmente esaustivo dei giochi pubblicati per Mega Play:
- Bio-Hazard Battle
- Columns III
- Golden Axe II
- Grandslam
- Gunstar Heroes
- Mazin Wars
- Shinobi III
- Sonic the Hedgehog
- Sonic the Hedgehog 2
- Streets of Rage 2
- Tecmo World Cup

Un ulteriore successore fu il Sega Titan Video Game System o ST-V (1996), basato sull'hardware interno della console successiva al Mega Drive, il Sega Saturn. Il nome Titan deriva presumibilmente da Titano, che è un satellite di Saturno. Il ST-V è un sistema JAMMA a schermo singolo, che supporta un solo gioco alla volta, intercambiabile su apposita cartuccia (mentre il Saturn usa i CD-ROM). Per il cabinato erano disponibili varianti del sistema di controllo, anche da 4 giocatori simultanei. Furono prodotti almeno un'ottantina di giochi, anche per cabinati molto specifici, come la serie Print Club di cabine fotografiche con giochi di fotoritocco.
Il ST-V ebbe un certo successo in Giappone, ma trovò poca diffusione all'estero.